# デラウェア郡 (ペンシルベニア州)
デラウェア郡（英: Delaware County）は、アメリカ合衆国ペンシルベニア州の南東部にある郡。フィラデルフィアに隣接している。人口は57万6130人（2020年）で、州内第5位の郡である。郡庁所在地は1851年からメディア（人口5,327人）である。同郡で人口最大の都市はチェスター市（人口3万3972人）であり、1851年までは郡庁所在地だった。また古くはチェスター郡の郡庁所在地だった。
デラウェア郡は1789年9月26日にチェスター郡から分離して設立された。郡名はデラウェア川から採られた。
デラウェア郡はデラウェア・バレー地域に属し、東のフィラデルフィア市に隣接する町で構成されている。住民は大半が労働者階級と中産階級であり、また上層階級が住む地区もある。
郡内には広さ2,600エーカーの (11 km2) のリドリー・クリーク州立公園がある。

## 歴史
デラウェア郡はデラウェアと名付けられた川と湾の水系にある。その名前は近くのイングランド領バージニア植民地総督第3代デ・ラ・ウェア男爵トマス・ウェストから採られた。この領域は1609年にヘンリー・ハドソンが「発見」し、探検し、その後数十年間、ニュースウェーデン、ニューネーデルラント、イングランド領ペンシルベニアなど様様な植民地が領有を主張し、入植が行われてきた。地域の元々の住人はレニ・レナペ族インディアンだった。
オランダがイングランドに敗北し、ニューヨーク植民地が領有していたが、イングランド王チャールズ2世がウィリアム・ペンに勅許を出して植民地を造らせ、ペンシルベニアと名付けさせた。ペンはまずその植民地をバックス、フィラデルフィア、チェスターの3郡に分けた。フィラデルフィアの南にある川沿いの土地は、行き来がしやすく、すぐに入植が進んだ。1789年、チェスター郡の東部が分離してデラウェア郡が設立された。その東部は最初に入植が進み、チェスターの町も入っていたが、デラウェア川からデラウェア郡と名付けられた。

## 地理
デラウェア郡は概略菱形あるいは凧の形をしており、その4辺は北西にチェスター郡、南西にデラウェア州（12マイル円の一部）、南東にデラウェア川でニュージャージー州、東と北東にフィラデルフィア市とモンゴメリー郡に接している。
アメリカ合衆国国勢調査局に拠れば、郡域全面積は191平方マイル (494.7 km2)であり、このうち陸地184平方マイル (476.6 km2)、水域は7平方マイル (18.1 km2)で水域率は3.42%である。ペンシルベニア州の標高最低地点が郡内のデラウェア川沿い、マーカスフックにあり、そこからデラウェア州に入る。郡内最高地点はニュートン・タウンシップ内ワイオラの南東の2点であり、標高は500フィート (150 m) である。
郡内の河川は概して南に流れ、デラウェア川に注いでいる。西からブランディワイン川（西のチェスター郡との郡境）、チェスター、リドリー、クラム、マッキニペイツ、ダービー、コブス（東のフィラデルフィア郡との郡境）の各クリークが並ぶ。クラム・クリークは1931年にペンシルベニア州道252号線近くで堰き止められ、広さ391エーカー (1.58 km2) のスプリングトン湖（ガイスト貯水池とも呼ばれる）を造った。飲料水の貯水池であり、アクア・アメリカが管理しており、郡内最大の湖となっている。

### 交通
デラウェア郡はブルールートと呼ばれる 州間高速道路476号線で南北に二分されており、郡最北隅で 州間高速道路76号線を 州間高速道路95号線に接続し、郡南東端ではデラウェア川に並行している。
南東ペンシルベニア交通局（SEPTA）の69番通りターミナルがアッパーダービー・タウンシップにあり、ノリスタウン高速鉄道と、レッドアロウのトロリー2線（101系統と102系統）、地域鉄道線4線（空港線、ウィルミントン・ニューアーク線、メディア・エルウィン線、パオリ・ソーンデール線）が入っている。またバス便のターミナルでもある。
フィラデルフィア国際空港の西側部分が郡内に入っており、フィラデルフィアのユナイテッド・パーセル・サービスの拠点や空港ホテルなど空港関連の商業施設がある。

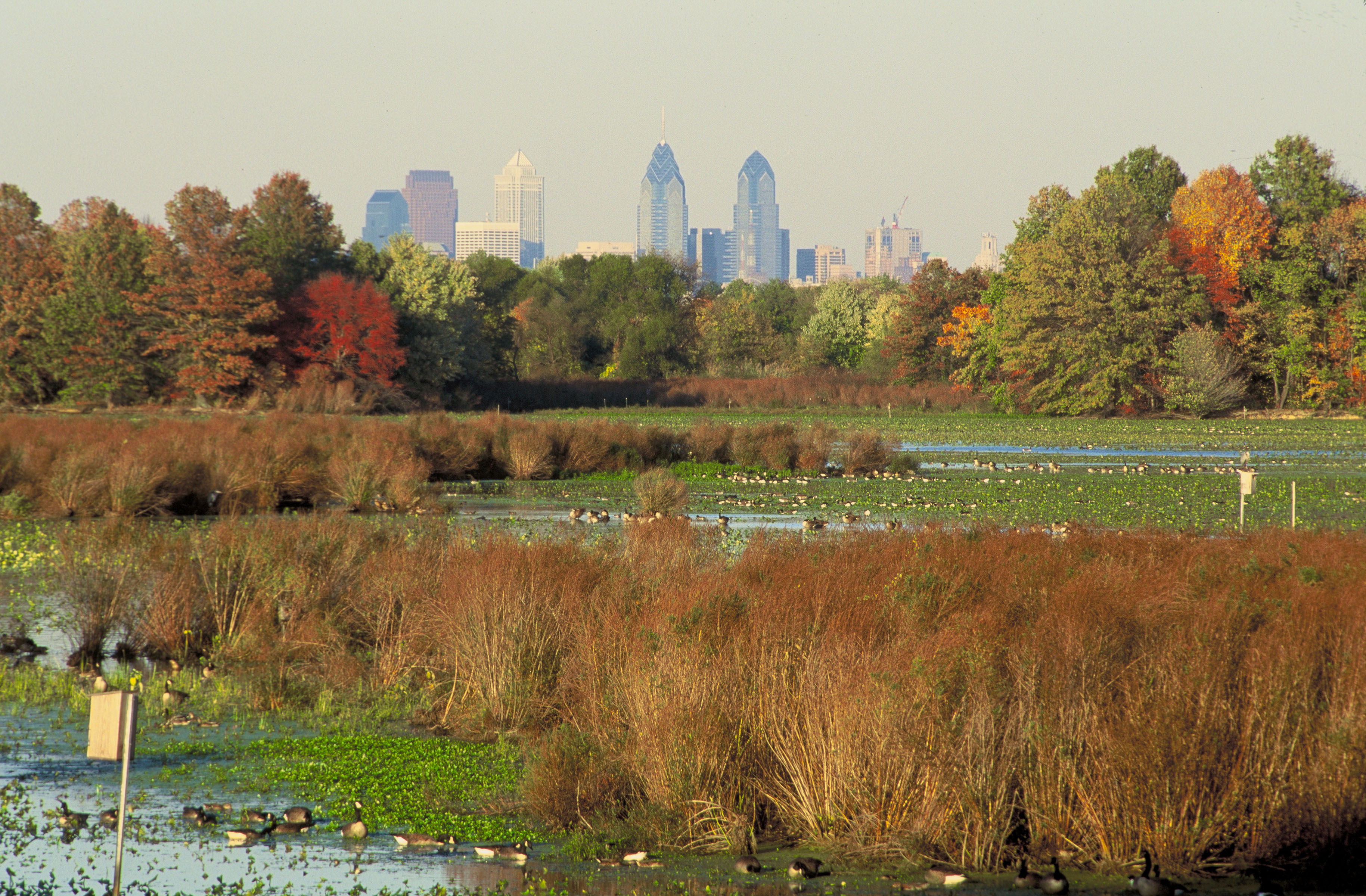
ジョン・ハインツ国立野生生物保護区

#### 主要高規格道路
- 州間高速道路95号線
- 州間高速道路476号線
- アメリカ国道1号線
- アメリカ国道13号線
- アメリカ国道30号線
- アメリカ国道202号線
- アメリカ国道322号線
- ペンシルベニア州道3号線
- ペンシルベニア州道252号線
- ペンシルベニア州道352号線
- ペンシルベニア州道452号線
- ペンシルベニア州道320号線
- ペンシルベニア州道420号線
- ペンシルベニア州道291号線
- ペンシルベニア州道491号線
- ペンシルベニア州道261号線

### 隣接する郡
- モンゴメリー郡 - 北
- フィラデルフィア郡 - 東
- グロスター郡 (ニュージャージー州) - 南東
- ニューキャッスル郡 (デラウェア州) - 南西
- チェスター郡 - 西

デラウェア郡は隣接する州（デラウェア州）と同じ名称を採用していることでは、国内4つの組み合わせの1つである。他にはカリフォルニア州ネバダ郡、オクラホマ州テキサス郡、ウェストバージニア州オハイオ郡がある。

### 国立保護地域
- ジョン・ハインツ国立野生生物保護区（部分）

## 政治
2010年11月時点でデラウェア郡には406,352 人の登録有権者がいた。
- 共和党: 190,716 (46.93%)
- 民主党: 172,405 (42.43%)
- その他の政党: 43,231 (10.64%)

デラウェア郡は昔から共和党の強い地盤である。1854年から1988年までの選挙はほとんど全て共和党候補を選んできた。しかし、フィラデルフィア郊外部大半の傾向と同様に共和党を支持するとしても中道的な色合いがある。郡自体は1972年から5人の郡政委員のいる自治憲章で運営されてきた。共和党が郡政委員と郡役人の全てを支配している。
最近では民主党が伸びてきており、登録有権者数を見ると、民主党が2002年時点の2倍以上になったのに対し、共和党は急速に減少している。1992年アメリカ合衆国大統領選挙でビル・クリントンを僅差で支持した後、大統領選挙は毎回民主党候補を支持し、その差は10%以上になっている。2004年の場合、民主党のジョン・ケリーが14%差で郡を制した。2004年アメリカ合衆国上院議員選挙では、共和党のアーレン・スペクターが民主党のジョー・ホーフェルを破ったが、2006年では民主党のボブ・ケイシー・ジュニアが共和党現職のリック・サントラムを破った。2008年アメリカ合衆国大統領選挙では、民主党のバラク・オバマが21%以上の差で共和党のジョン・マケインを破った。この年は民主党の州の役人3人も郡を制した。
デラウェア郡の大半はアメリカ合衆国下院議員ペンシルベニア州第7選挙区に属し、2013年時点では共和党議員を選出している。この地区は共和党議員が20年間保持していたが、2006年に民主党員に替わった。この年はペンシルベニア州下院第161選挙区でも民主党員が現職共和党員を破った。郡内の小部分はフィラデルフィアが地盤の第1選挙区に含まれている。この選挙区は民主党員を選出している。ペンシルベニア州議会上院では第8、第9、第17および第26選挙区に属しており、下院では第159、第160、第161、第162、第163、第164、第165、第166、第168、第185および第191選挙区に属している。2013年時点で上院は共和党、民主党が2人ずつ、下院は共和党6人、民主党5人を選出している。

### 矯正施設
ジョージ・W・ヒル矯正施設デラウェア郡刑務所がソーンベリー・タウンシップ内にある。この刑務所には審判待ち拘置者と、1年未満の刑を宣告された受刑者を収容している。

## 人口動態
以下は2000年国勢調査による人口統計データである。
| 基礎データ - 人口: 550,864 人 - 世帯数: 206,320 世帯 - 家族数: 139,472 家族 - 人口密度: 1,155人/km2（2,990 人/mi2） - 住居数: 216,978 軒 - 住居密度: 455軒/km2（1,178 軒/mi2） 人種別人口構成（ ）内は2010年データ - 白人: 80.32% (71.1%) - アフリカン・アメリカン: 14.52% (19.7%) - ネイティブ・アメリカン: 0.11% (0.2%) - アジア人: 3.29% (4.7%) - 太平洋諸島系: 0.02% (0.0%) - その他の人種: 0.56% (0.9%) - 混血: 1.19% (2.0%) - ヒスパニック・ラテン系: 1.52% (3.0%) 先祖による構成 - アイルランド系：24.6% - イタリア系：17.5% - ドイツ系：10.1% - イギリス系：6.7% 年齢別人口構成 - 18歳未満: 24.8% - 18-24歳: 8.9% - 25-44歳: 28.8% - 45-64歳: 21.9% - 65歳以上: 15.6% - 年齢の中央値: 37歳 - 性比（女性100人あたり男性の人口） - 総人口: 91.2 - 18歳以上: 86.9 | 世帯と家族（対世帯数） - 18歳未満の子供がいる: 31.5% - 結婚・同居している夫婦: 50.8% - 未婚・離婚・死別女性が世帯主: 12.9% - 非家族世帯: 32.4% - 単身世帯: 27.6% - 65歳以上の老人1人暮らし: 11.6% - 平均構成人数 - 世帯: 2.56人 - 家族: 3.17人 収入と家計 - 収入の中央値 - 世帯: 50,092米ドル - 家族: 61,590米ドル - 性別 - 男性: 44,155米ドル - 女性: 31,831米ドル - 人口1人あたり収入: 25,040米ドル - 貧困線以下 - 対人口: 8.0% - 対家族数: 5.8% - 18歳未満: 10.0% - 65歳以上: 7.1% |

## 都市と町

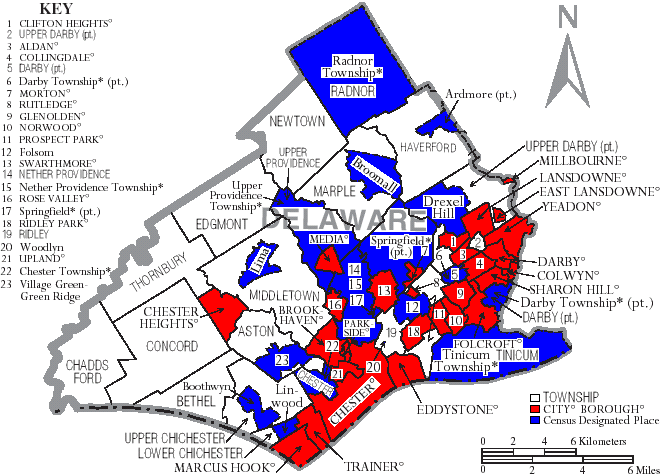
デラウェア郡の自治体、ボロは赤、タウンシップは白、国勢調査指定地域は青

ペンシルベニア州法の下では4種類の自治体がある。市、ボロ、タウンシップ、町である。

### 都市
| - チェスター |

### ボロ
| - アルダン - ブルックヘイブン - チェスターハイツ - クリフトンハイツ - コリングデール - コルウィン - ダービー | - イーストランスダウン - エディストーン - フォルクロフト - グレノルデン - ランスダウン - マーカスフック | - メディア - 郡庁所在地 - ミルボーン - モートン - ノーウッド - パークサイド - プロスペクトパーク - リドリーパーク | - ローズバレー - ラトリッジ - シャロンヒル - スワースモア - トレイナー - アップランド - イードン |

### タウンシップ
| - アストン - ベセル - チャズフォード - チェスター - コンコード - ダービー - エッジモント | - ハバフォード - ローワー・チチェスター - マープル - ミドルタウン - ネザープロビデンス - ニュートン - ラドナー | - リドリー - スプリングフィールド - ソーンベリー - ティニカム - アッパー・チチェスター - アッパー・ダービー - アッパー・プロビデンス |

### 国勢調査指定地域
国勢調査指定地域はアメリカ合衆国国勢調査局が人口統計データを取るために設定した地域である。州法の下では実際の司法権が及ぶ範囲ではない。村などその他の未編入領域も下記に挙げる。
| - アードモア - ブースウィン - ブルーモール - ドレクセルヒル - フォルサム | - ヘイバーフォードカレッジ - リマ - リンウッド - ビレッジグリーン・グリーンリッジ - ウッドリン |

### 未編入の町
- ガーレットヒル
- リドルウッド
- ローズモント
- ビラノバ
- ウォーリングフォード
- ワワ
- ウェイン
- ヘイバータウン
- グレンミルズ

## 教育

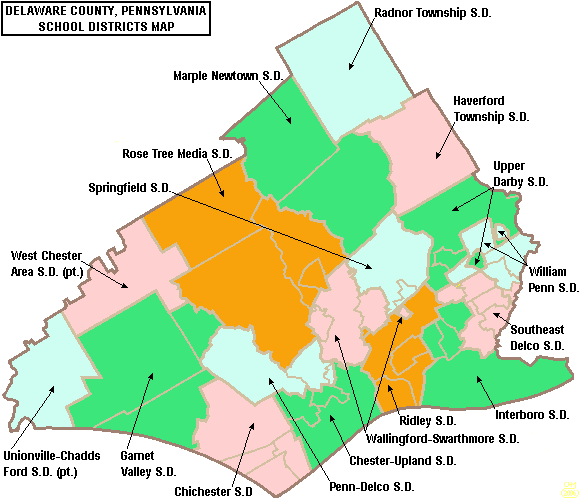
デラウェア郡教育学区の区分図

### 公共教育学区
- チェスターアップランド教育学区
- チチェスター教育学区
- ガーネットバレー教育学区
- ヘイバーフォード・タウンシップ教育学区
- インターボロ教育学区
- メイプルニュータウン教育学区
- ペン・デルコ教育学区
- ラドナー・タウンシップ教育学区
- リドリー教育学区
- ローズツリーメディア教育学区
- サウスイーストデルコ教育学区
- スプリングフィールド教育学区
- アッパーダービー教育学区
- ユニオンビル・チャズフォード教育学区
- ウォーリングフォード・スワスモア教育学区
- ウェストチェスター地域教育学区
- ウィリアムペン教育学区

### 公立チャータースクール
ペンシルベニア州ではチャータースクールが公立である。州と連邦政府から生徒一人当たりの計算で予算を受けている。州と連邦政府から提供される多くの競合的助成金を申請できる。2011年時点で2つのチャータースクールがある。チェスターアップランド教育学区の通学圏内に位置している。隣接する教育学区から生徒を受け入れることもできる
- チェスター・コミュニティ・チャータースクール
- ワイドナー・パートナーシップ・チャータースクール
- チェスター・芸術チャータースクール、幼稚園生-6年生、2012年7月ペンシルベニア州チャーター・アピール委員会承認

### 私立学校
2011年時点で、ペンシルベニア州教育省に登録される私立学校は次の通りである
| - アカデミー・オブ・ノートルダム、ビラノバ - アグネス・アーウィン学校、ローズモント - アナンシエイション BVM 学校、ヘイバータウン - アークビショップ・ジョン・キャロル高校、ラドナー - アークビショップ・ライアン聴覚障害児童学校 - アストン長老派教会 DC 学習センター、アストン - ブレスト・バージン・メアリー学校、ダービー - カーディナル・オハラ学校、スプリングフィールド - 自己啓発センター、チェスター - チェダー・チャバド・フィラデルフィア、ブルーモール - クライスト・ヘイブン・クリスチャン・アカデミー、ダービー - クライスト・メモリアル・クラシカル・アカデミー、コリングデール - クリスチャン・アカデミー、ブルックヘイブン - カントリー・デイ・セイクレッドハート、ブライン・モウア - 創造力クリスチャン・アカデミー、ダービー - ダビッドソン学校、エルウィン（州認定私立校） - デラウェア郡クリスチャン学校、ニュートンスクェア - デボン準備学校、デボン - ドレクセル・ニューマン・アカデミー、チェスター - イースターシールズ・オブ・サウスイースタン・ペンシルベニア、メディア（州認定私立校） - エピスコパル・アカデミー、ニュートンスクェア - フェイステンプル・クリスチャン学校、チェスター - フレデリック・ダグラス・クリスチャン学校、チェスター - フレンズ学校、ヘイバーフォード - ジョージ・クロザーズ記念学校、スワスモア（州認定私立校） - ヘイブン幼稚園アカデミー、チェスター - ホリーチャイルド・アカデミー、ドレクセルヒル - ホリークロス学校、スプリングフィールド - ホリーセビア — セントジョン・フィッシャー、リンウッド - ハンティントン学習センター、スプリングフィールド - インスティチュート・オブ・イスラミック・スタディーズ、チェスター - ジャック・M・バラック・ヘブルー・アカデミー、ブライン・モウア - KEEP幼稚園、ヘイバータウン - レイングッド・カウンシル・モンテッソリ学校、ブルーモール - ランスダウン・フレンズ学校、ランスダウン - メディア・プロビデンス・フレンズ学校、メディア - モンサイナー・ボナー・アークビショップ、ドレクセルヒル | - マザー・オブ・プロビデンス地域カトリック学校 - メルマーク Inc、バーウィン（州認定私立校） - ニューマン・カレッジ子供開発センター、アストン - ニュービギニングス・アカデミー、チェスター - ノートルダム・デローデス学校、スワスモア - アワー・レディ・オブ・ファティマ学校、シケイン - アワー・レディ・オブ・パペチュアル・ヘルプ、モートン - ロビンソン・クリスチャン・アカデミー、ミドルタウン - ローズツリー・デイスクール、メディア - セイクレッドハート学校、ヘイバータウン - スクール・イン・ローズバレー、ローズバレー - シャイロー開発アカデミー、チェスター - セントアロシウス・アカデミー、ブライン・モウア - セントアナスタシア学校、ニュートンスクェア - セントアンドリュー学校、ドレクセルヒル - セントバーナデット学校、ドレクセルヒル - セントコーネリアス学校、チャズフォード - セントキリル・アレクサンドリア学校、イーストランスダウン - セントデニス学校、ヘイバータウン - セントドロシー学校、ドレクセルヒル - セントユージーン学校、プリモス - セントフランシス・デサレス教区、アストン - セントフランシス・オブ・アッシシ学校、スプリングフィールド - セントガブリエルス学校、ノーウッド - セントジョン・クリソストム学校、ウォーリングフォード - セントジョセフ学校、アストン - セントキャサリン・オブ・シエナ、ウェイン - セントローレンス学校、アッパーダービー - セントマデリン・セントローズ学校、リドリーパーク - セントメアリー・マグデレン学校、メディア - セントピウス X 学校、ブルーモール - セントトマス・アポストル学校、グレンミルズ - スターリングイースト・フィラデルフィアキャンパス、フォルクロフト - ストラットフォード・フレンズ学校、ニュートンスクェア - バレーフォージ士官学校、ウェイン - ウォルデン学校、メディア |

### 高等教育機関
- カブリニ・カレッジ
- チェイニー大学
- イースタン大学

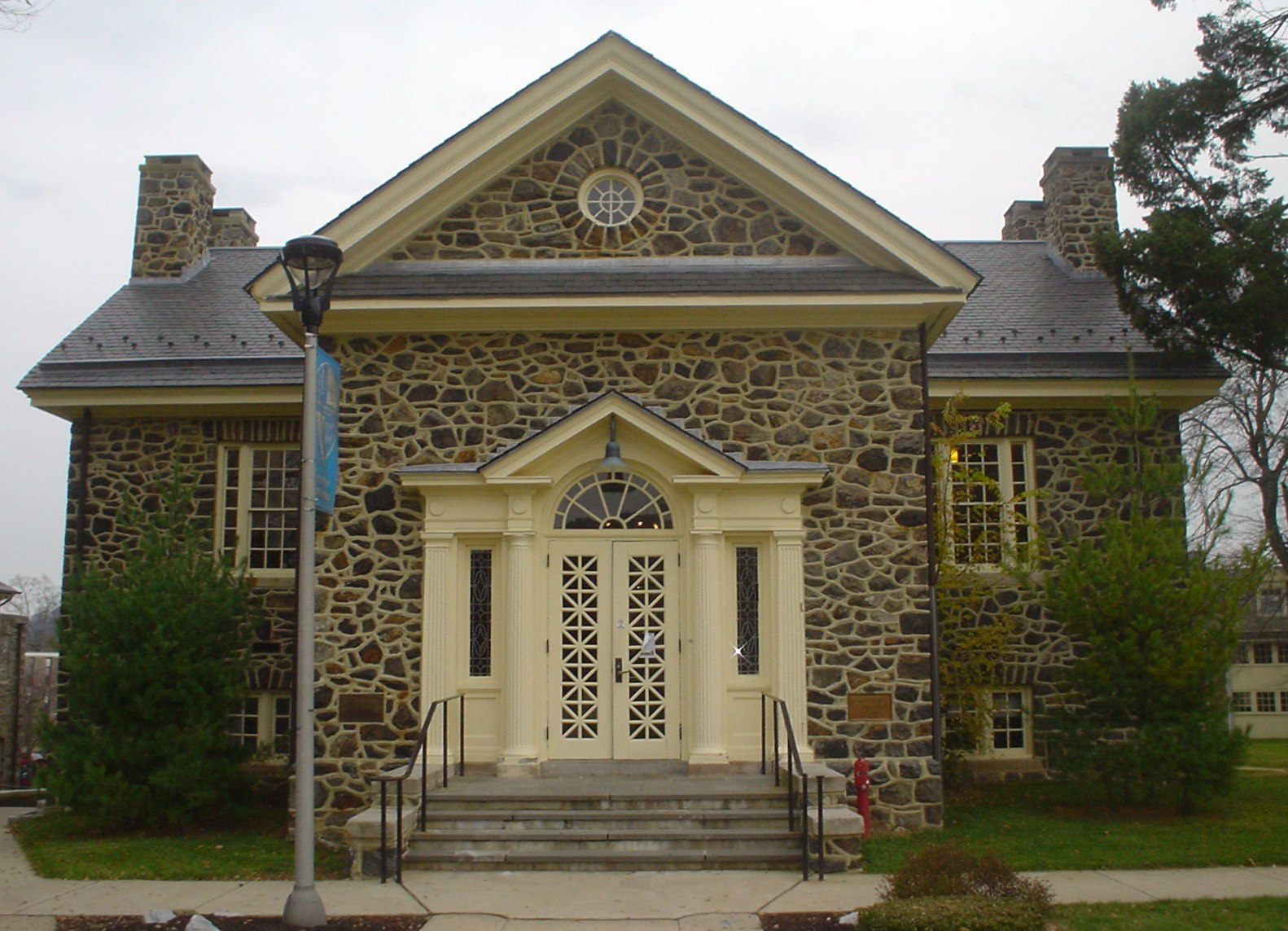
チェイニー大学図書館

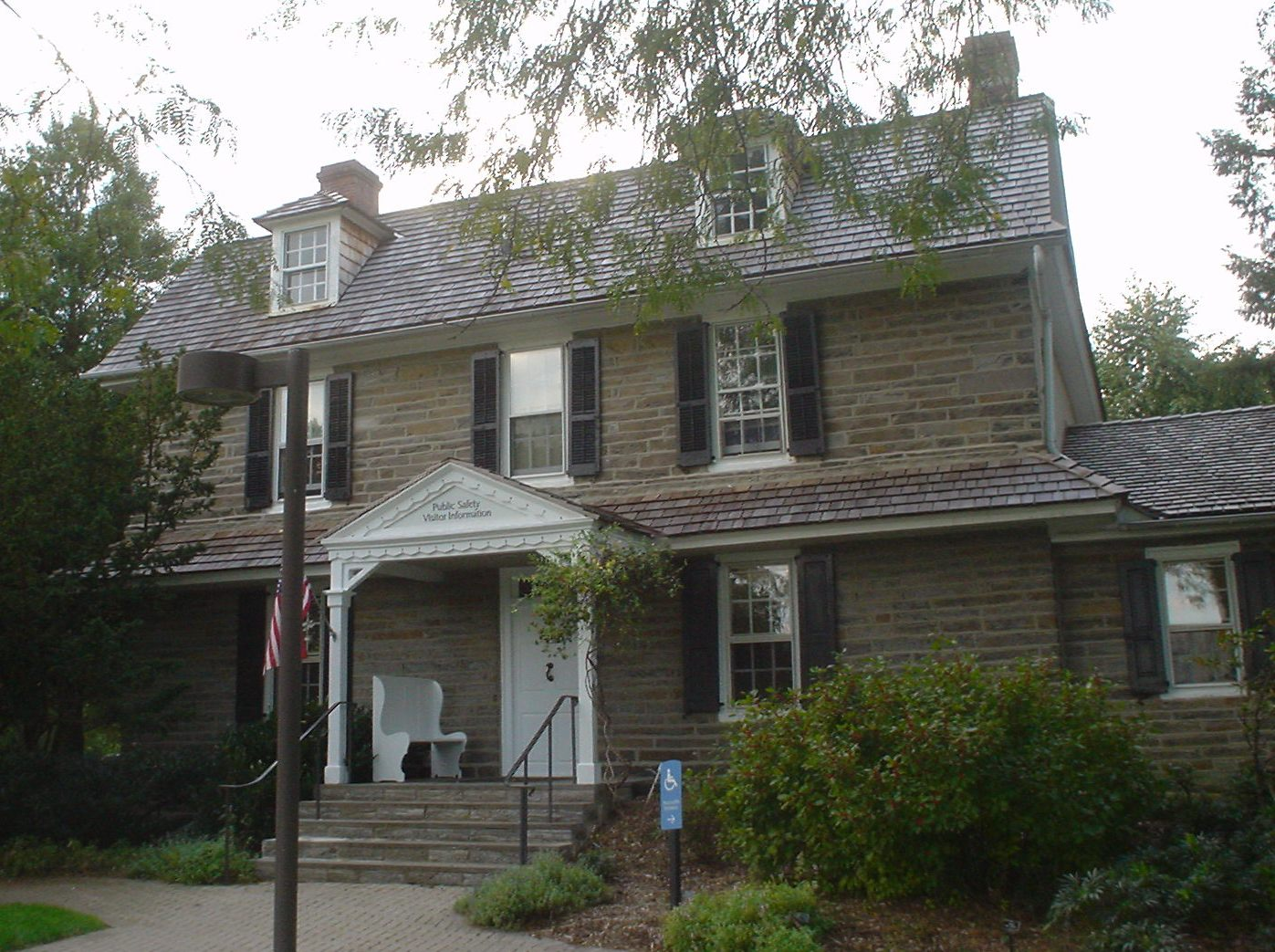
スワスモア・カレッジのキャンパスにあるベンジャミン・ウェストの生家

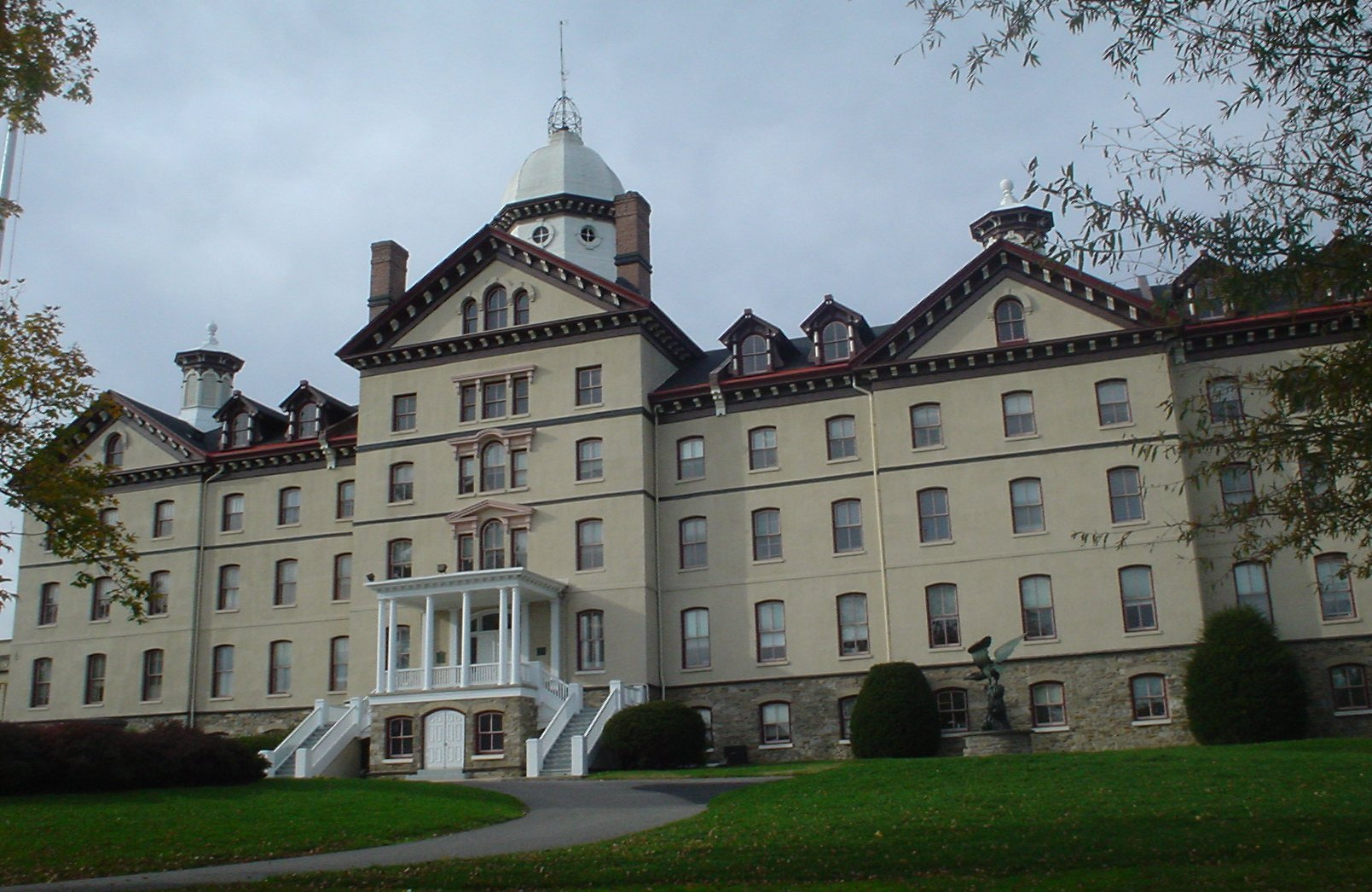
ワイドナー大学の旧本館

- デラウェア郡コミュニティカレッジ（マープル・タウンシップ、アッパーダービー、シャロンヒル）
- ヘイバーフォード・カレッジ
- ニューマン大学
- ペンドルヒル・クエーカー教育瞑想センター
- ペンシルベニア工科大学
- ペンシルベニア州立大学ブランディワイン校
- ローズモント・カレッジ
- スワースモア大学
- ビラノバ大学
- ワイドナー大学
- ウィリアムソン・フリー・スクール・オブ・メカニカル・トレイド

### 成人教育
- ヘイバーフォード成人学校[13]
- メインライン・スクールナイト[14]
- アッパーダービー成人夜間学習[15]
- 高齢社会サービス生涯学習[16]

### 図書館
- アストン自由図書館
- コリンデール公共図書館
- J・ルイス・クローザー図書館、チェスター
- ダービー自由図書館
- フォルクロフト公共図書館
- ヘレン・ケイト・ファーネス図書館、ウォーリングフォード
- グレノルデン図書館
- ヘイバーフォード・タウンシップ自由図書館
- ラチェル・コール・コミュニティ図書館、グレンミルズ
- ランスダウン公共図書館
- マープル公共図書館
- メアリー・M・キャンベル図書館、マーカスフック
- メディア・アッパープロビデンス自由図書館
- ミドルタウン自由図書館
- ニュートンスクェア公共図書館
- ノーウッド公共図書館
- プロスペクトパーク公共図書館
- ラドナー・タウンシップ記念図書館
- リドリーパーク公共図書館
- リドリー・タウンシップ公共図書館
- シャロンヒル公共図書館
- スプリングフィールド・タウンシップ図書館
- スワスモア公共図書館
- ティニカム記念公共図書館
- アッパーダービー & セラーズ記念図書館（本館）
- アッパーダービー図書館、ミュニシパル支所
- アッパーダービー図書館、プリモス支所
- イードン公共図書館
- デラウェア郡フランシス・J・カタニア法律図書館
- デラウェア郡図書館システム[17]

## 公園とレクリエーション
郡内には1つの州立公園がある。
- リドリー・クリーク州立公園

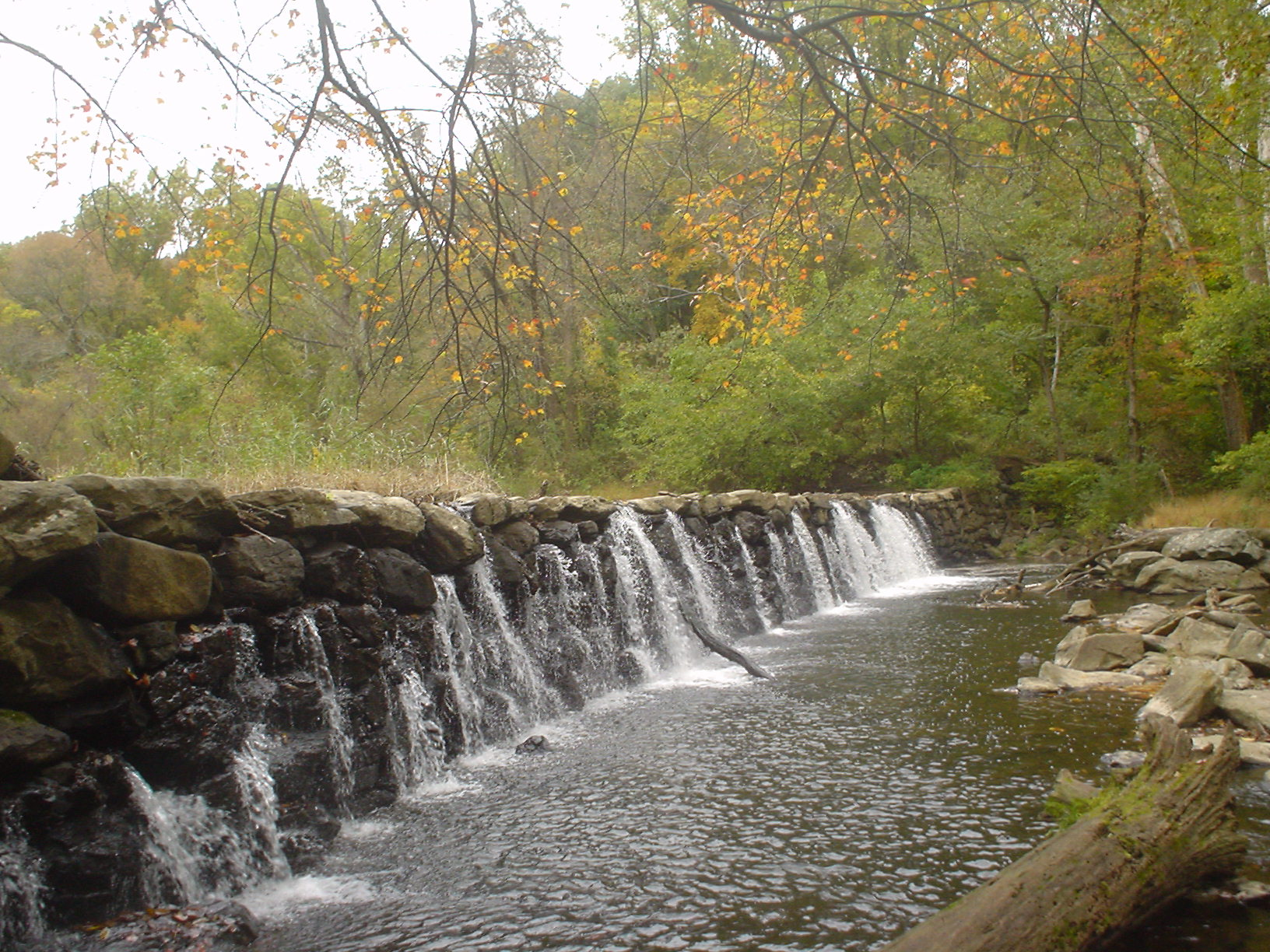
リドリー・クリーク州立公園リドリー・クリークのダム

エッジモント・カントリークラブは民営であり、リドリー・クリーク州立公園北口の西、ウェストチェスターパイク（州道3号線）沿いにある。

## メディア
郡内で発行される新聞は「ニューズ・オブ・デラウェア・カウンティ」、「デラウェア・カウンティ・デイリータイムズ」、「サバーバン・アンド・ウェイン・タイムズ」がある。フィラデルフィア郊外にあることを反映して、「フィラデルフィア・インクワイア」も購読できる。
2010年11月26日、「ヘイバーフォード・ヘイバータウン・パッチ」が発刊された。このニュースサイトはヘイバーフォード・タウンシップをカバーし、ローカルニュースを扱っている。

## スポーツ
チェスター市はメジャーリーグサッカーのフィラデルフィア・ユニオンが本拠にしている。コモドア・バリー橋の袂にあるPPLパークを試合場にしている。
デラウェア郡は昔からフィラデルフィア地域の女子プロサッカー本拠地である。今はない女子ユナイテッド・サッカー協会の元フィラデルフィア・チャージが、ビラノバ大学キャンパスにあるビラノバ・スタジアムで試合を行っていた。女子プロサッカーのフィラデルフィア・インディペンデンスがチャージの跡を継ぎ、2011年からPPLパークを本拠地にしている。
ラグビーのアメリカン・ナショナル・ラグビーリーグに所属するアストン・ブルズも郡を本拠地にしている。